# Wilulang
Wilulang is een bestuurslaag in het regentschap Cirebon van de provincie West-Java, Indonesië. Wilulang telt 897 inwoners (volkstelling 2010).